# Lincoln City FC
Lincoln City FC is een Engelse voetbalclub uit Lincoln en werd in 1884 gesticht. De club speelt in de League One. In 1891 werd de club professioneel. In de beginjaren bracht de club veel jaren door in de tweede klasse, met een vijfde plaats in 1902 als beste resultaat.
Sinds de jaren zestig pendelde de club op en neer tussen de derde en vierde klasse, met één seizoen in de Conference National als uitzondering, nadat het in 1987 de eerste club was die uit de Football League degradeerde. Van 2003 tot 2007 wist Lincoln City zich vijf jaar achter elkaar voor de play-offs te plaatsen, maar geen van de vijf keer wist de club ook daadwerkelijk promotie af te dwingen. Daarna zakte Lincoln City elk jaar wat verder weg in het eindklassement. In het seizoen 2010/11 eindigde de club op de voorlaatste plaats, waardoor het degradeerde naar de Conference National.
Op zaterdag 18 februari 2017 deed Lincoln City van zich spreken in de FA Cup. Ten koste van Burnley, een club uit de Premier League, bereikten The Imps de laatste acht van het Engelse bekertoernooi. Lincoln City, uitkomend op het vijfde niveau, zegevierde met 1-0 door een treffer van Sean Raggett in de 89ste minuut. Het was voor het eerst sinds 1914 dat een ploeg uitkomend op amateurniveau (non-League) de kwartfinales van de FA Cup bereikte. Twee maanden later verzekerde de club zich van het kampioenschap in de National League, om zodoende na vijf jaar afwezigheid terug te keren in de Football League. Twee seizoenen later werd Lincoln City kampioen van de League One en promoveerde naar League Two.

## Erelijst
- Football League Third Division North

Winnaar: 1948, 1952
- Football League Fourth Division

Winnaar: 1976
- National League

Winnaar: 1988, 2017
- League Two

Winnaar: 2019

## Eindklasseringen vanaf 1946/47
- 1947 12e
Third Division North / South
- 1948 1e
Third Division North / South
- 1949 22e
Second Division
- 1950 4e
Third Division North / South
- 1951 5e
Third Division North / South
- 1952 1e
Third Division North / South
- 1953 15e
Second Division
- 1954 16e
Second Division
- 1955 16e
Second Division
- 1956 8e
Second Division
- 1957 18e
Second Division
- 1958 20e
Second Division
- 1959 19e
Second Division
- 1960 13e
Second Division
- 1961 22e
Second Division
- 1962 22e
Third Division
- 1963 22e
Fourth Division
- 1964 11e
Fourth Division
- 1965 22e
Fourth Division
- 1966 22e
Fourth Division
- 1967 24e
Fourth Division
- 1968 13e
Fourth Division
- 1969 8e
Fourth Division
- 1970 8e
Fourth Division
- 1971 21e
Fourth Division
- 1972 5e
Fourth Division
- 1973 10e
Fourth Division
- 1974 12e
Fourth Division
- 1975 5e
Fourth Division
- 1976 1e
Fourth Division
- 1977 9e
Third Division
- 1978 16e
Third Division
- 1979 24e
Third Division
- 1980 7e
Fourth Division
- 1981 2e
Fourth Division
- 1982 4e
Third Division
- 1983 6e
Third Division
- 1984 14e
Third Division
- 1985 19e
Third Division
- 1986 21e
Third Division
- 1987 24e
Fourth Division
- 1988 1e
Football Conference
- 1989 10e
Fourth Division
- 1990 10e
Fourth Division
- 1991 14e
Fourth Division
- 1992 10e
Fourth Division
- 1993 8e
Third Division
- 1994 18e
Third Division
- 1995 12e
Third Division
- 1996 18e
Third Division
- 1997 9e
Third Division
- 1998 3e
Third Division
- 1999 23e
Second Division
- 2000 15e
Third Division
- 2001 18e
Third Division
- 2002 22e
Third Division
- 2003 6e
Third Division
- 2004 7e
Third Division
- 2005 6e
League Two
- 2006 7e
League Two
- 2007 5e
League Two
- 2008 15e
League Two
- 2009 13e
League Two
- 2010 20e
League Two
- 2011 23e
League Two
- 2012 17e
Conference Premier
- 2013 16e
Conference Premier
- 2014 14e
Conference Premier
- 2015 15e
Conference Premier
- 2016 13e
National League
- 2017 1e
National League
- 2018 7e
League Two
- 2019 1e
League Two
- 2020 16e
League One
- 2021 5e
League One
- 2022 17e
League One
- 2023 11e
League One
- 2024 7e
League One
- 2025 11e
League One

- Second Division
- Third Division
- Fourth Division
- League One
- League Two
- National League

ⓘ In 1992 invoering van de Premier League en opheffing van de Fourth Division; in 2004 opheffing van de First, Second en Third Division.

## Bekende (oud-)spelers
- Carl Cort
- John Fashanu
- Matt Gilks
- Darren Huckerby
- David Phillips
- Graham Taylor

## Bekende (oud-)trainers
- James West